# Sophia FitzClarence
Sophia FitzClarence, baronne De L'Isle et Dudley (4 mars 1795 – 10 avril 1837) est l'aîné des filles illégitimes de Guillaume IV du Royaume-Uni et de sa maîtresse de longue date, Dorothea Jordan. Elle épouse Philip Sidney (1er baron de L'Isle et Dudley), et a quatre enfants survivants. Peu de temps avant sa mort, en 1837, elle est gardienne d'État du Palais de Kensington.

## La famille
Sophia FitzClarence est née le 4 mars 1795 à Somerset Street, à Londres, fille aînée du duc de Clarence, et de sa maîtresse, l'actrice comique Dorothea Jordan. En 1797, ils déménagent de Clarence Lodge vers Bushy House, résidant à Teddington jusqu'en 1807. Le couple se sépare en 1811 lorsque William cherche à avoir une descendance légitime.

## Mariage et descendance
Le 13 août 1825, elle épouse Philip Sidney, plus tard, député et 1er baron De L'Isle et Dudley de Penshurst dans le comté de Kent,. Sidney est un parent du poète romantique et philosophe Percy Bysshe Shelley, mais il a abandonné le nom de "Shelley".
FitzClarence et son mari ont quatre enfants, trois filles et un fils, :
- Adélaïde Augusta Willhelmina Sydney, épouse son cousin germain, Charles Frederick George FitzClarence-Hunloke, fils de George FitzClarence (1er comte de Munster)
- Ernestine Wellington Sidney, épouse Philippe Perceval ; mère du major Philip Hunloke (en), qui est le père du lieutenant-colonel Henry Philippe Hunloke (en)
- Sophia Philippa Sidney, mariée à Alexander Graf von Kielmannsegg, un arrière-petit-fils de Johann Ludwig von Wallmoden-Gimborn (fils illégitime de George II de Grande-Bretagne)
- Philip Sidney, 2e baron de L'Isle et Dudley de Penshurst (1828-1898), grand-père de William Philip Sidney

## Fin de vie

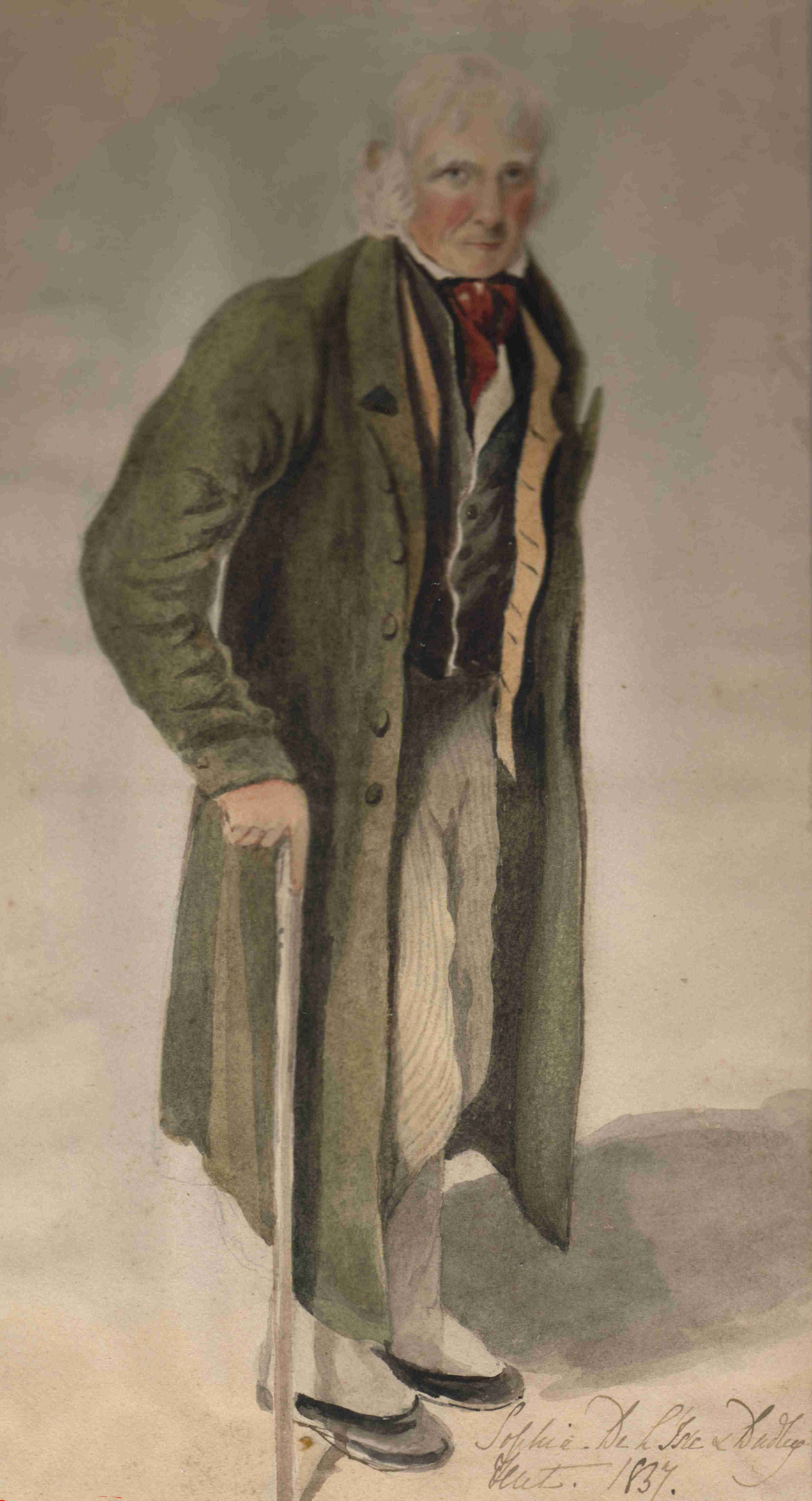
Guillaume IV, dessiné par sa fille Sophie en 1837

En mai 1831 FitzClarence, comme ses sœurs, est élevée au statut de fille de marquis. En janvier 1837, elle est nommée gardienne d'État du Palais de Kensington, où elle décède trois mois plus tard . Elle est morte en couches, juste après avoir réalisé un croquis de son père malade.
Son époux meurt en 1851.